# Nida (Letland)
Nida (vroeger: Nidasciems, Nida-dorp) is een plaats in Rucavas novads, Letland. De plaats ligt tussen de Oostzee en het Nidamoeras en ligt tegen de grens tussen Letland en Litouwen. Nida bestaat uit drie dorpen: Nida, het zuidelijke Božu en het noordelijke Brustu, maar in Brustu staan geen gebouwen meer. Nida telt ongeveer 20 inwoners.

## Naam
Nida werd vermeld op een kaart uit 1561 als "Nidaw", in 1580 als "Nidden" en in 1702 als "Nydden". Op oudere documenten staat Nida vermeld als Nidda.

## Geschiedenis
Nida was lange tijd eigendom van het Būtiņģi-herenhuis en lag in het grensgebied van Letland en Litouwen, nadat in 1920 de grens tussen de landen officieel werd vastgesteld lag de plaats in Letland. De bewoners van Nida waren toen vooral werkzaam in de visserij. In 1939 opende er in een grote zaal in Nida een school, maar die werd na 20 jaar gesloten. Dat gebouw dient nu als een recreatiecentrum.

## Bron
- (en)  Website van de bijliggende plaats Pape[dode link]